# Željko Ražnatović
Željko Ražnatović, známý též pod přezdívkou Arkan, (17. dubna 1952 Brežice – 15. ledna 2000 Bělehrad) byl velitel polovojenské Srbské dobrovolnické gardy, srbský politik a jedna z nejvlivnějších postav srbského podsvětí.

## Biografie

### Mládí
Željko se narodil v malém pohraničním městě Brežice v dnešním Slovinsku. Jeho otec byl důstojník jugoslávského letectva, který sloužil v partyzánském vojsku za druhé světové války. Mládí strávil Željko v Záhřebu, Pančevu a později v Bělehradě. Poměry v rodině byly poměrně přísné; otec uplatňoval na svého syna vojenské poměry. Sám Željko vyrůstal společně se svými třemi sestrami. V roce 1964 ve věku 12 let se jeho rodiče rozvedli a Željko vyrůstal u matky.
V roce 1966 byl zatčen poprvé za krádeže v bělehradském obchodě a umístěn do věznice pro mladistvé. Odseděl si roční trest. V roce 1969 odešel do Paříže, odkud byl ale velmi rychle vyhoštěn zpět do Jugoslávie. V Bělehradě byl následně zatčen za sérii krádeží.

### Kriminální činnost
V roce 1972 emigroval do západní Evropy, kde se pohyboval především v kriminálním prostředí a během 70. a 80. let se podílel se na bankovních loupežích a vraždách. Byl několikrát uvězněn a zdařilo se mu i mnohokrát z vězení utéci. Byl zatčen v Belgii,
Nizozemsku, Západním Německu, Švýcarsku a Rakousku. V roce 1975 byl zatčen v Bruselu a odsouzen k 15 letům vězení. Po 42 dnech pobytu se mu podařilo uprchnout. V roce 1981 se vrátil do Jugoslávie. O dva roky později se ho jugoslávská milice pokusila neúspěšně zatknout; při policejním zásahu se dokázal ubránit vlastní pistolí. I když byl později zatčen a nastoupil výkon trestu ve vězení, byl jen o několik dní později po intervenci starého přítele Stane Dolance propuštěn a získal si vysoký kredit mezi zločineckými kruhy v Jugoslávii.
Během několika pobytů ve vězení se Arkan setkal s řadou předních zločinců v tehdejší Jugoslávii, mezi které patřili např. Ljubomir Magas.[zdroj?]
V roce 1990 se stal Arkan předákem fanoušků týmu Crvene Zvezdy, Delijů. Pomáhal s přípravou velké rvačky, která vyděsila jugoslávskou veřejnost v květnu 1990. Agresivní fotbalové fanoušky mohl verbovat do různých kriminálních a polovojenských organizací, které průběžně zakládal. V listopadu 1990 byl za pašování zbraní zatčen a uvězněn v Chorvatsku. Z vězení byl propuštěn v červnu 1991.

### Válka v Jugoslávii
V říjnu 1990 zformoval Srbskou dobrovolnickou gardu, které později velel během války v Jugoslávii a kosovské války. Srbská dobrovolnická garda známá pod přezdívkou Tygři pod Arkanovým vedením se během války podílela na řadě masakrů civilního obyvatelstva.  Jeho garda bojovala nejprve v regionu východní Slavonie a později v závěru roku 1991 se spolupodílela na bitvě o Vukovar a obléhání města. V dubnu 1992 se v předvečer války v Bosně účastnil střetů v Bijeljině. Do Bosny byl pozván místními srbskými ozbrojenci s cílem zastavit postup bosenské Teritoriální obrany. Později spolu se svými věrnými bojoval v prostoru měst Brčko a Zvornik. V létě 1992 požádal Ratko Mladić jugoslávské vedení, aby se Arkan z Bosny stáhl, neboť jej považoval za nebezpečného zločince.[zdroj?] Poté byl Ražnatović po nějakou dobu aktivní v bojích o Dalmácii. Na území Bosny operoval opět až v roce 1995.
Ražnatović jako velitel gardy byl viněn Mezinárodním trestním tribunálem pro bývalou Jugoslávii z válečných zločinů na území Bosny a Hercegoviny (ve městě Sanski Most) a Kosova.

### Politická kariéra a osobní život

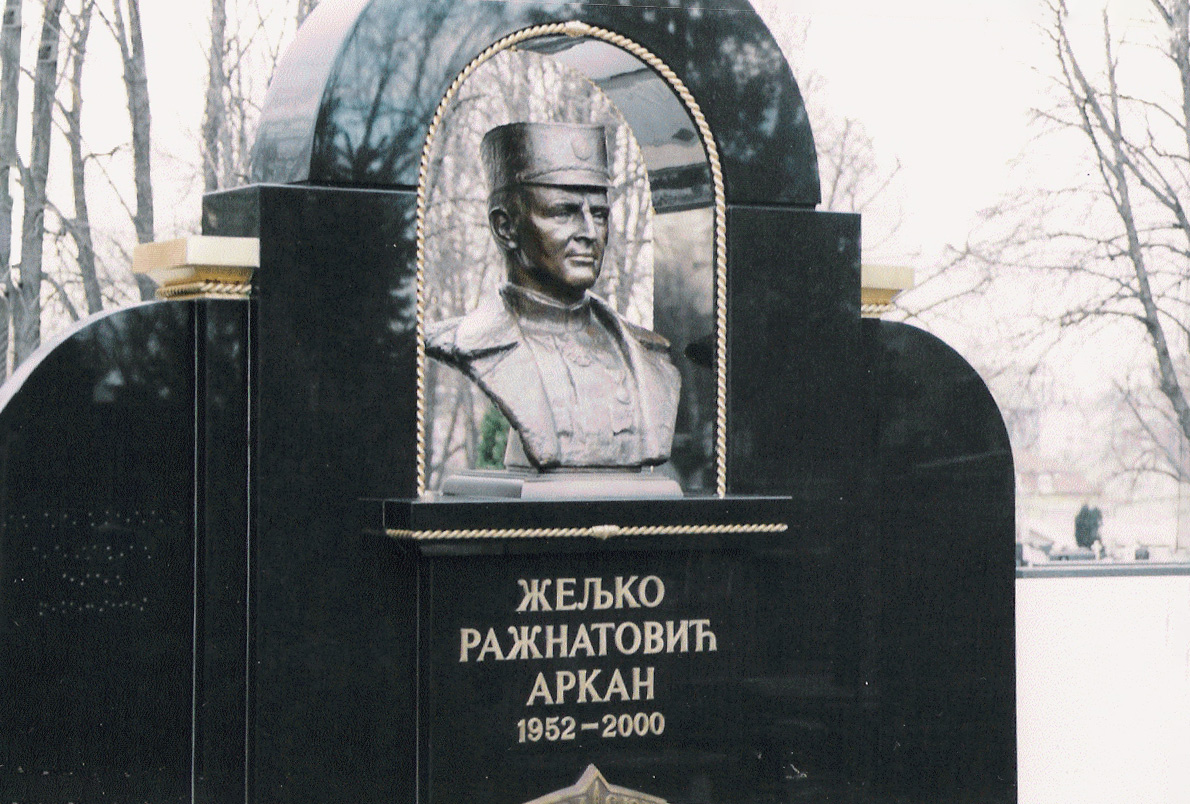
Ražnatovićův hrob.

Željko Ražnatović byl též zakladatelem Strany srbské jednoty a prezidentem bělehradského fotbalového klubu FK Obilić. Klub FK Obilić z druhé jugoslávské ligy koupil a již v roce 1998 tým vyhrál ligu Svazové republiky Jugoslávie.
Arkanovou manželkou byla známá srbská zpěvačka Svetlana Ražnatović (Ceca), která jej nahradila ve funkci prezidenta FK Obilić, když UEFA nechtěla kvůli Ražnatovićovi klub vpustit do evropských soutěží. Svatba mezi Arkanem a Cecou v roce 1995 patřila mezi nejvíce diskutované události v srbské veřejnosti; byla živě přenášena státní televizí, bylo o ní napsáno značně zpráv v tehdejším tisku. Manželství Arkana a Cecy bylo vyobrazeno v jugoslávských časopisech jako Srbská pohádka.
Dne 15. ledna 2000 byl na Ražnatoviće spáchán atentát před bělehradským hotelem Intercontinental. Následkům svého zranění ještě téhož dne podlehl. Vrah, Dobrosav Gavrić, byl sice dopaden, ale pozadí atentátu se nepodařilo objasnit. Arkan měl 9 dětí s 5 ženami.